# 9929 Макконел
9929 Макконел (9929 McConnell) — астероїд головного поясу, відкритий 24 лютого 1982 року.
Тіссеранів параметр щодо Юпітера — 3,589.